# Micha Gaillard
Michel "Micha" Gaillard, född 1957, död den 14 januari 2010, var en haitisk politiker och professor. Han var en framträdande kritiker mot statskuppen 2004, där president Jean-Bertrand Aristide tvingades att avgå. 2005 medverkade han vid bildandet av ett nytt Socialdemokratiskt parti i Haiti.